# 布兰克森霍尔亚洲分校

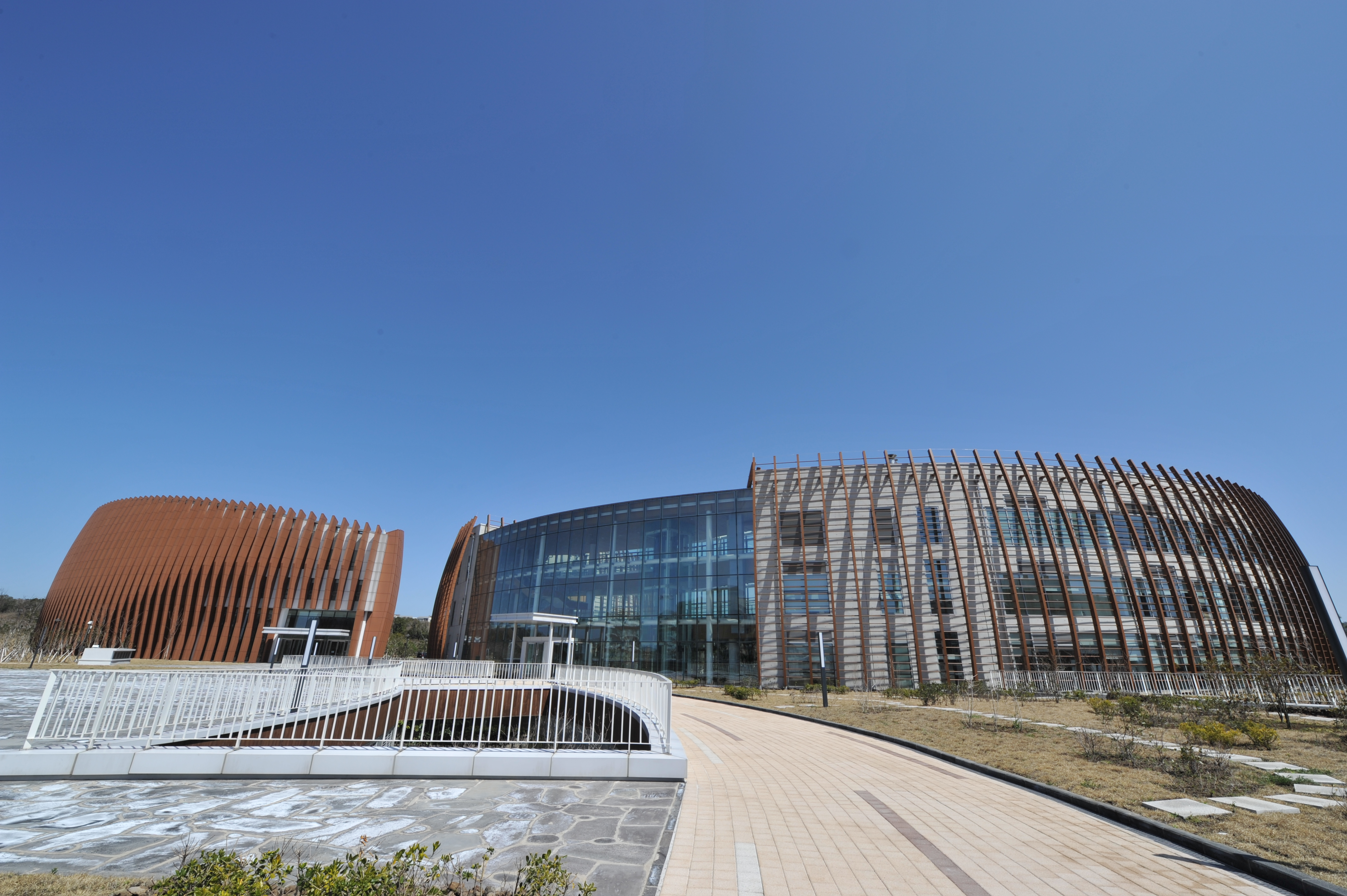

布兰克森女子学院亚洲分校（英語：Branksome Hall Asia）是一所包含幼儿园至十二年级的学校。其中从四年级到十二年级只为女生开放。

## 注脚